# Блау-Вит (футбольный клуб)
«Блау-Вит» (нидерл. FC Blauw-Wit Amsterdam) — ныне несуществующий нидерландский любительский футбольный клуб из Амстердама. Был основан 10 мая 1902 года. Первоначально команда базировалась в местечке Кинкербююрт, а с 1928 года начала проводить домашние матчи на Олимпийском стадионе в Амстердаме. Статус профессионального клуба команда получила в 1954 году, а уже спустя два года играла в Высшем дивизионе Нидерландов.
Наивысшим достижением клуба в чемпионате является 3-е место в 1962 году. В сезоне 1962/1963 клуб участвовал в розыгрыше Кубка Интертото, но из своей группы «Блау-Вит» выйти не смог. В 1964 году клуб покинул Высший дивизион Нидерландов и больше в него не возвращался.
В 1972 года «Блау-Вит» слился с командами «Де Волевейккерс» и ДВС, после их слияния был образован новый клуб, получивший название «Амстердам». «Блау-Вит» остался существовать как любительский клуб, команда имеет отличную детскую футбольную школу. Домашние матчи команда проводит в спортивном парке «Слотен», вместимость его трибун составляет 1 000 зрителей. В сезоне 2013/14 «Блау-Вит» выступал во втором и третьем любительском классе Нидерландов.
Летом 2015 года слился с командой «Де Бёрсбенгелс», в результате чего появился клуб «Блау-Вит Бёрсбенгелс».

## Бывшие игроки
- В список включены игроки, выступавшие за национальную сборную Нидерландов[2].

| - Ко Бергман - Кор Вилдерс - Манюс ван Дирмен - Эб ван дер Клюфт - Ферри Петтерсон - Ко Стейгер | - Франс Хомгбёрг - Ян Литзен - Герман ван Ралте - Кес Слот - Ферри Месман - Ян Схинделер |

## Главные тренеры
- 1918—1923  Стив Блумер
- 1925—1928  Джек Рейнолдс
- 1951—1953  Иштван Яновиц
- 1961—1962  Джек Мэнселл